# Pontypridd F.C.
Pontypridd F.C. (wal. C.P.D. Pontypridd) – walijski klub piłkarski, mający siedzibę w mieście Pontypridd, na południu kraju, grający od sezonu 2018/19 w rozgrywkach Taff Ely & Rhymney Valley Alliance League.

## Historia
Chronologia nazw:
- 1911: Pontypridd A.F.C. (wal. C.P.D. Cymdeithas Pontypridd)
- 1926: klub rozwiązano
- 2022: Pontypridd F.C. (wal. C.P.D. Pontypridd)

Klub piłkarski Pontypridd A.F.C. został założony w miejscowości Pontypridd w 1911 roku. Klub dołączył do angielskiej Southern Football League. W inauguracyjnym sezonie 1911/12 zespół zajął piąte miejsce w Southern League Division Two (D4). Również w tym sezonie startował w Pucharze Walii, w finale przegrywając 0:3 w meczu powtórzonym (pierwszy mecz 0:0) z Cardiff City F.C. W następnym sezonie 1912/13 znów dotarł do finału Pucharu Walii, po zremisowanym meczu 0:0, przegrał w powtórce 0:1 ze Swansea Town. W kolejnym sezonie 1913/14 zespół odpadł w półfinale Pucharu Walii, pierwszy mecz zakończył się remisem 1:1, a powtórka była nieudaną – 1:3 z Wrexham F.C. Potem z powodu I wojny światowej rozgrywki piłkarskie zostały zawieszone. Po wznowieniu rozgrywek w sezonie 1920/21 klub znów spotkał się z Wrexham F.C., tym razem w finale Pucharu Walii, przegrywając jak poprzednio 1:3 po remisie 1:1 w pierwszym meczu.
W 1920 został wprowadzony III poziom piłki nożnej o nazwie The Football League Third Division. Southern League jako czwarty poziom została podzielona na dwie sekcje – angielską i walijską. Klub startował w Southern League Welsh section, zajmując końcowe czwarte miejsce w sezonie 1920/21. Również w sezonie 1920/21 spróbował sił w Western Football League Division One (D4), ale po zakończeniu sezonu, w którym zajął 6.pozycję, opuścił tę ligę. W 1923 po kolejnej reformie Southern League klub został przydzielony do Southern League Western Division (D4), w której zajął trzecie miejsce w sezonie 1923/24. W następnym sezonie 1924/25 znów został sklasyfikowany na trzeciej pozycji Southern League Western Division. Po zakończeniu sezonu 1925/26, w którym zajął 13.lokatę, klub postanowił opuścić ligę. Również klub brał udział w Welsh Football League Division 1, w której występował od 1911 roku, zdobywając w sezonie 1923/24 mistrzostwo ligi. W 1926 klub został rozwiązany.
W maju 2018 klub został reaktywowany jako Pontypridd F.C. W sezonie 2018/19 startował w Taff Ely & Rhymney Valley Alliance League (D9), w którym zajął 6. miejsce.

## Barwy klubowe, strój, herb, hymn
|  |  |

Klub ma barwy biało-czarne. Zawodnicy domowe spotkania zazwyczaj grają białych koszulkach z czarnymi pionowymi pasami, czarnych spodenkach oraz białych getrach z czarnymi poziomymi paskami.

## Sukcesy

### Trofea międzynarodowe
Nie uczestniczył w rozgrywkach europejskich (stan na 31-05-2022).

### Trofea krajowe
| \| \| Zdobyte trofea w rozgrywkach Walii (stan na: 31-05-2022) \| |                                                          |      |                           |
| Rozgrywki                                                         | Osiągnięcie                                              | Razy | Sezon(y)                  |
| Mistrzostwo                                                       | I miejsce                                                | 0    |                           |
| Mistrzostwo                                                       | II miejsce                                               | 0    |                           |
| Mistrzostwo                                                       | III miejsce                                              | 0    |                           |
| Puchar                                                            | zdobywca                                                 | 0    |                           |
| Puchar                                                            | finalista                                                | 3    | 1911/12, 1912/13, 1920/21 |
| II liga                                                           | I miejsce                                                | 0    |                           |
| II liga                                                           | II miejsce                                               | 0    |                           |
| II liga                                                           | III miejsce                                              | 0    |                           |
| Walia                                                             | Zdobyte trofea w rozgrywkach Walii (stan na: 31-05-2022) |      |                           |

- Southern League Western Division (D4):
  - 3.miejsce (2x): 1923/24, 1924/25

- South Wales League Division One:
  - mistrz (1x): 1923/24
  - 3.miejsce (1x): 1920/21

## Poszczególne sezony

### Rozgrywki międzynarodowe

#### Europejskie puchary
Nie uczestniczył w rozgrywkach europejskich.

### Rozgrywki krajowe
| \| Walia \| Bilans występów klubu w rozgrywkach piłkarskich Walii (Stan na 31 maja 2022 r.) \| \| |                                                                                 |        |       |   |   |   |    |    |     |                      |        |        |      |
| Poziom                                                                                            | Rozgrywki                                                                       | Sezony | Mecze | Z | R | P | B+ | B– | Pkt | Lata                 | Awanse | Spadki | Naj. |
| I                                                                                                 | Cymru Alliance/ League of Wales/ Cymru Premier                                  | 0      |       |   |   |   |    |    |     |                      | 0      | 0      |      |
| II                                                                                                | WFL Division One/ Cymru South                                                   | 0      |       |   |   |   |    |    |     |                      | 0      | 0      |      |
| III                                                                                               | WFL Division Two                                                                | 0      |       |   |   |   |    |    |     |                      | 0      | 0      |      |
| IV                                                                                                | WFL Division Three                                                              | 11     |       |   |   |   |    |    |     | 1911–1915, 1919–1926 | 0      | 1      | 3    |
|                                                                                                   | Puchar Walii                                                                    | 11     |       |   |   |   |    |    |     | 1911–1926            | 0      | 0      | 2    |
| Walia                                                                                             | Bilans występów klubu w rozgrywkach piłkarskich Walii (Stan na 31 maja 2022 r.) |        |       |   |   |   |    |    |     |                      |        |        |      |

## Struktura klubu

### Stadion
Klub piłkarski rozgrywa swoje mecze domowe na stadionie Maritime Recreation Ground w Pontypridd o pojemności 1.000 widzów.

### Derby
- Cardiff Metropolitan University F.C.
- Pen-y-Bont F.C.
- Cambrian & Clydach Vale B.&G.C.
- Pontypridd United A.F.C.